# Artilleriskolan i Jakobstad
Artilleriskolan i Jakobstad utgör embryot till Finlands artilleri som skapades i Jakobstad under finska inbördeskriget. 

## Bildandet av skolan
Artilleriskolan bildades den 5 februari 1918 när överstelöjtnant Vilho Nenonen anlände till Jakobstad efter erövringen av Uleåborg. Med sig hade han ett batteri som han bildat i Uleåborg, men den egentliga utbildningen startade när kapten greve Adolf Hamilton började sin verksamhet och organisationsarbete. 
Instruktörer till skolan kom från Sverige. 
Det ursprungliga artillerimaterialet utgjordes av krigsbyte efter avväpningarna av de ryska garnisonerna i Österbotten.  
Innan värnpliktslagen infördes i Finland i februari skapades batterierna främst genom värvning.

## Tabeller
| Namn                        | Chefer                          | Beväpning           |
| --------------------------- | ------------------------------- | ------------------- |
| 1:sta självständiga troppen | Jägarlöjtnant U. Poukkula       | 1 st. 87 mm kanon   |
| 1 batteriet                 | Kapten Ivar Enhörning           | 2 st. 87 mm kanoner |
| 3 batteriet                 | Kapten Einar Förberg            | 2 st. 87 mm kanoner |
| 1 granatkastarbatteriet     | Löjtnant Martin Ekström         | 4 st. granatkastare |
| 1 sprängkommandot           | Jägarlöjtnant Paul Emil Påhlson |                     |
| 2 sprängkommandot           | Löjtnant Orvar Liedholm         |                     |
| 2 batteriet                 | Kapten Oscar Palme              | 2 st. 87 mm kanoner |
| 4 batteriet                 | Kapten Nils Palme               | 2 st. 87 mm kanoner |
| 5 batteriet                 | Jägarlöjtnant Ingvald Pipping   | 2 st. 77 mm kanoner |
| 6 batteriet                 | Kapten Emil Haeger              | 2 st. 87 mm kanoner |
| 4 sprängkommandot           | Löjtnant Sture Appelberg        |                     |
| 5 sprängkommandot           | Jägarfänrik Karl Yrjö Takkula   |                     |

Efter att värnplikten införts i februari 1918 skapades nya batterier.
| Namn                      | Chefer                    | Beväpning              |
| ------------------------- | ------------------------- | ---------------------- |
| 1 fälttelegrafavdelningen | Ingenjör Sten Tennander   |                        |
| 2 fälttelegrafavdelningen | Löjtnant Helmer Larsson   |                        |
| Jägardivisionens stab     | Jägarmajor Lauri Malmberg |                        |
| 3 fälttelegrafavdelningen | Ingenjör E. von Frenckell |                        |
| 3 jägarbatteriet          | Jägarkapten A. Snellman   | 4 st. 87 mm kanoner    |
| 1 jägarbatteriet          | Jägarkapten T. Lesch      | 4 st. 122 mm haubitser |
| Fältstaben                | Major Adolf Hamilton      |                        |
| 2 jägarbatteriet          | Jägarkapten J.O. Wegelius | 4 st. 122 mm haubitser |
| 13 batteriet              | Major J. Schleutker       | 2 st. 87 mm kanoner    |
| 4 fälttelegrafavdelningen | Ingenjör S. Weber         |                        |
| 14 batteriet              | Kapten Erik Beskow        | 2 st. 87 mm kanoner    |
| 15 batteriet              | Kapten Arvid Rhodin       | 2 st. 87 mm kanoner    |
| 20 batteriet              | Kapten Sidney Stranne     | 2 st. 122 mm haubitser |
| 21 batteriet              | Kapten Georg Michaelsson  | 2 st. 122 mm haubitser |
| 14 batteriet              | Löjtnant J.H. Eklund      | 2 st. 122 mm haubitser |
| 2 tunga batteriet         | Kapten L. Pohjanheimo     | 2 st. 105 mm kanoner   |